# St. Sophien (Hamburg-Barmbek)

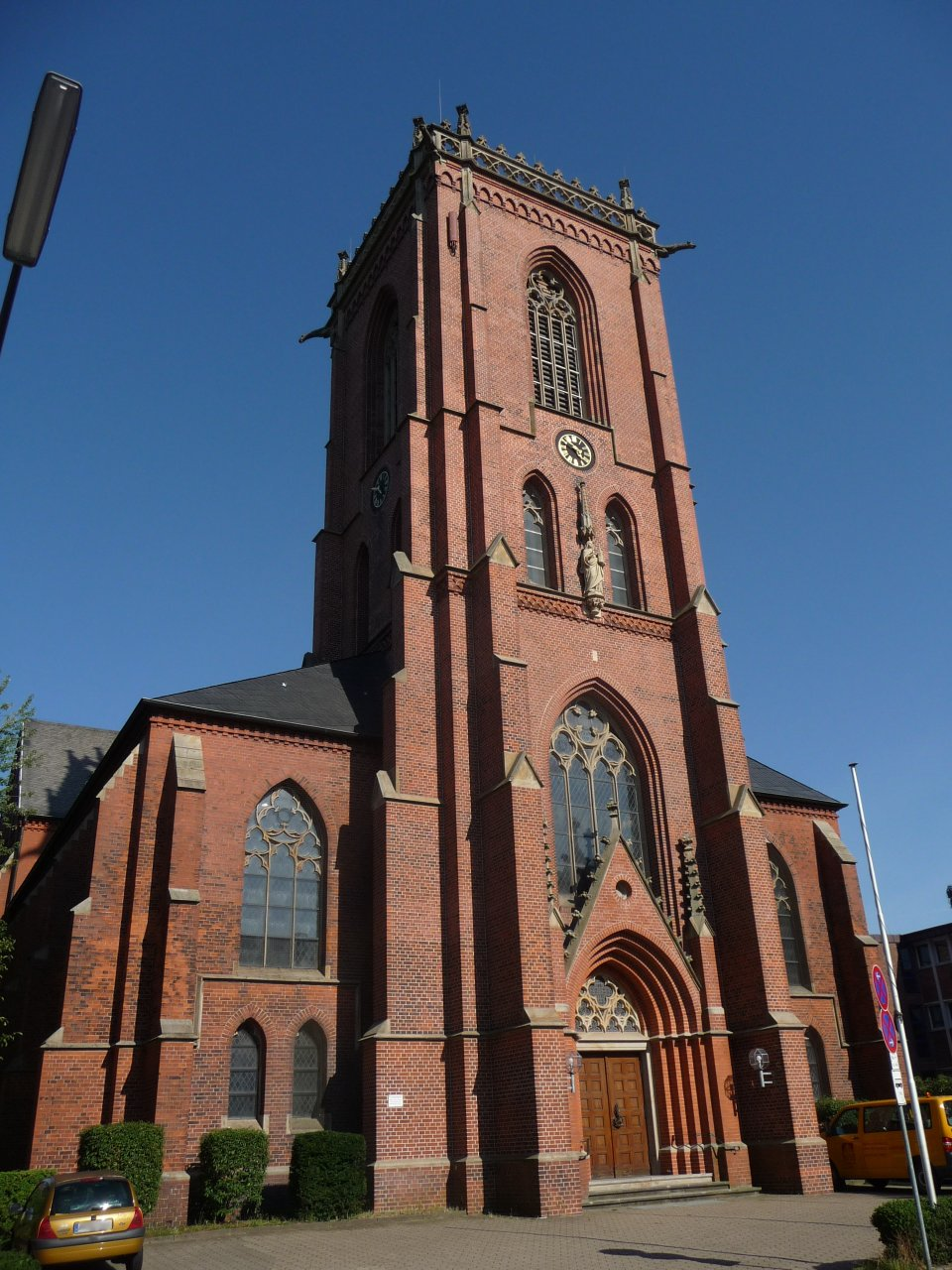
Portal von St. Sophien (Ansicht von Westen)

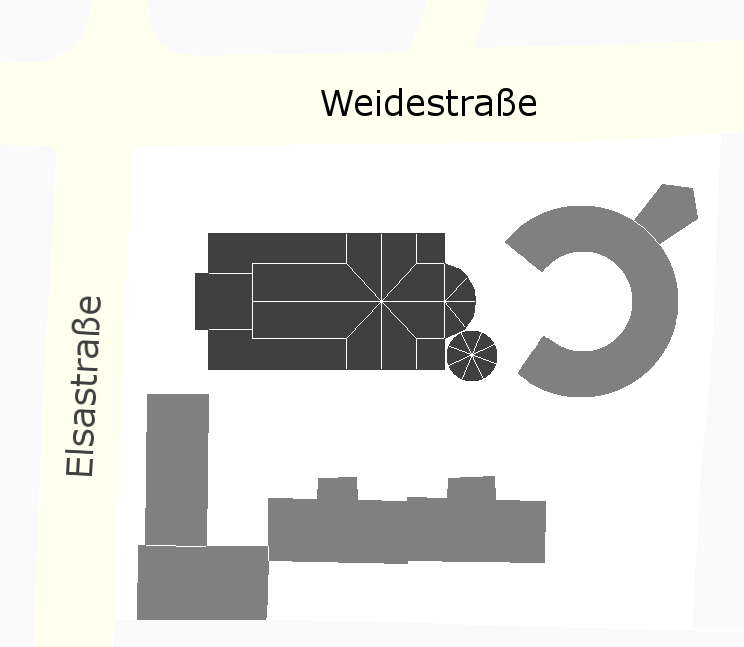
Lageplan mit Kirche, Kloster, Sophienschule, Turnhalle und Kindergarten (im Uhrzeigersinn)

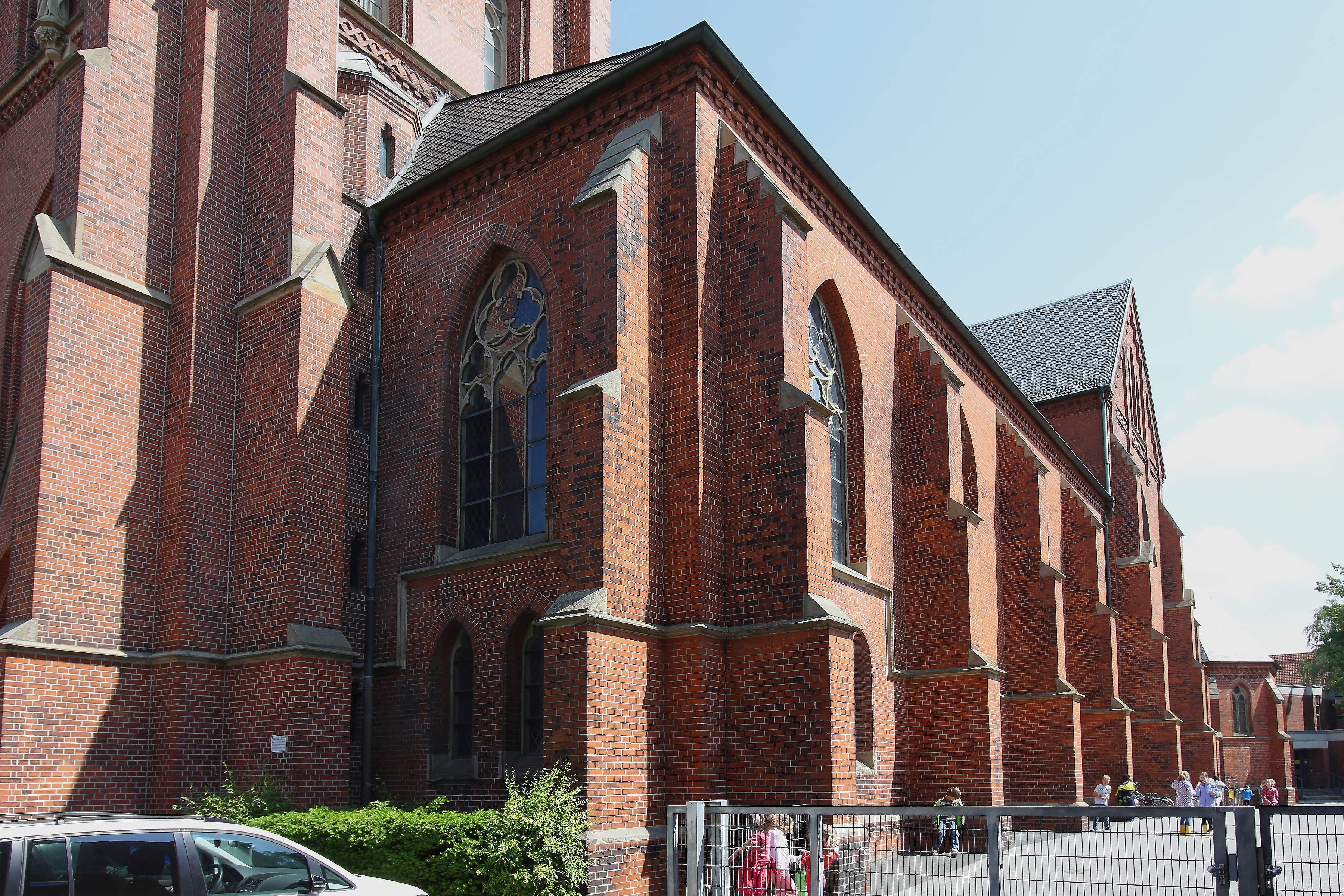
Südfassade

St. Sophien ist eine römisch-katholische Pfarrkirche in Hamburg-Barmbek-Süd, Weidestraße 53. Die 1900 eröffnete Kirche wurde vom Reeder Wilhelm Anton Riedemann gestiftet. Die Namensgebung geht möglicherweise auf den gemeinsamen Vornamen „Sophie“ von Riedemanns Frau und deren Tochter zurück; offiziell trägt die Kirche das Patrozinium der Sophia von Rom. Das Gebäude steht unter Denkmalschutz.

## Architektur
Das Gebäude ist eine dreischiffige Hallenkirche aus Backstein in neogotischem Stil nach einem Entwurf von Heinrich Beumer. Es ist 46 Meter lang und 22 Meter breit. Der Innenraum ist 14,50 Meter hoch, der Turm 32 Meter. Dieser trug bis zu seiner Zerstörung 1943 einen 21 Meter hohen Helm, so dass seine ursprüngliche Höhe 53 Meter betrug.
Heinrich Beumer, der zum Zeitpunkt des Baus Diözesan-Architekt in Münster war, zitierte mit seinem Entwurf gotische Hallenkirchen aus seiner westfälischen Heimat. Als direktes Vorbild soll ihm die Kirche von Saerbeck gedient haben. Der Architekturführer Hamburg stellt den Bau in eine Reihe mit dem wenige Jahre zuvor entstandenen Mariendom und nennt als Baumerkmale einen „konservativen Grundriss“ sowie „konventionellen Umgang mit stilistischen Anleihen“.
Im Zweiten Weltkrieg wurde die Kirche während der Operation Gomorrha Ende Juli 1943 durch Bomben beschädigt und büßte dadurch den Turmhelm sowie Teile der Innenausstattung ein. Mit dem Wiederaufbau ab 1951 durch den Architekten Ernst Kammerhuber erhielt der Kirchturm ein Flachdach und erinnert seit dieser Zeit an Kirchen der englischen Gotik.
Auf dem Flachdach des Kirchturms befindet sich ein Falkennistkasten.

## Innenausstattung

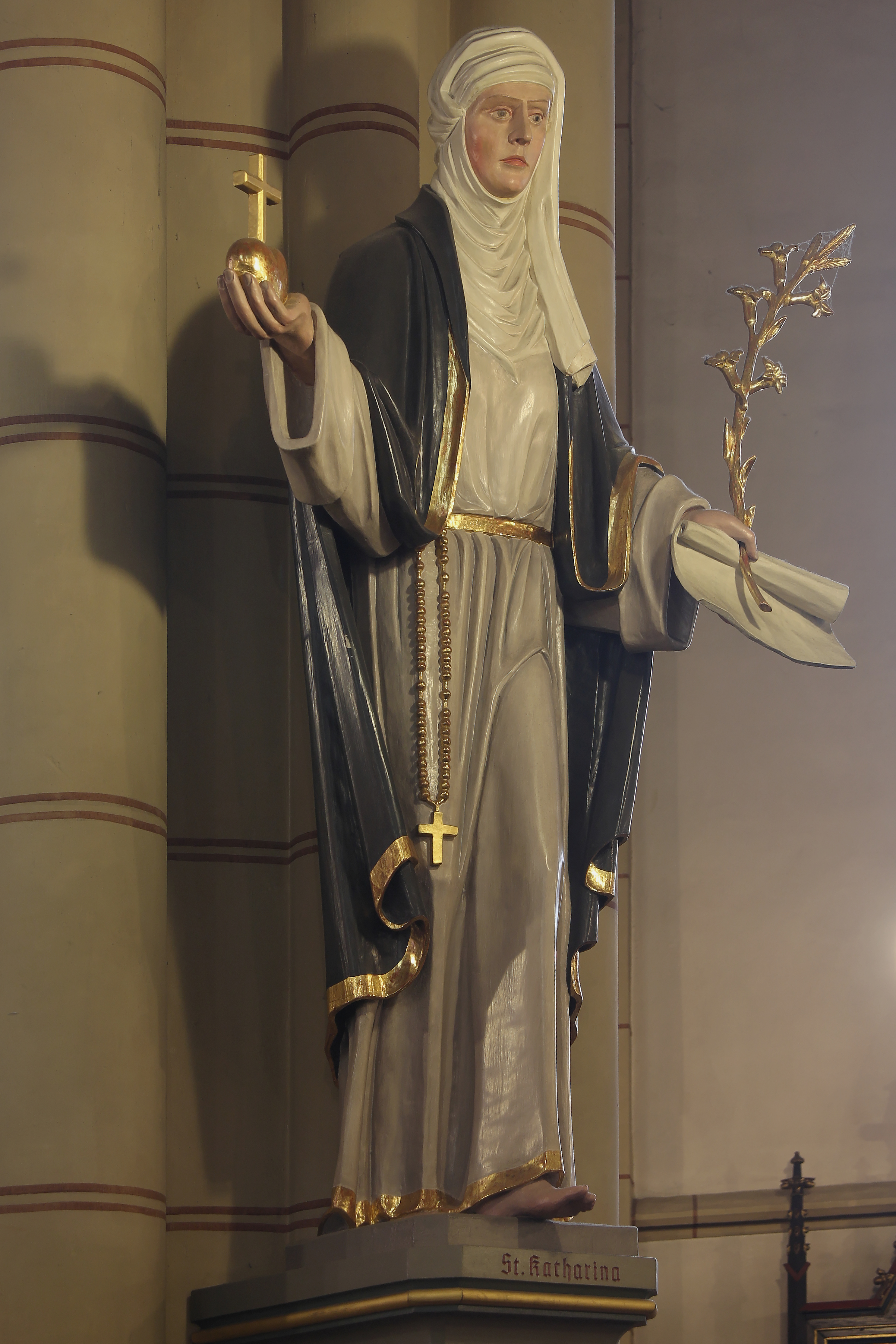
Statue der Katharina von Siena

Am Ende des Chorraums befindet sich ein den optischen Eindruck des Innenraums beherrschender Hochaltar. Die wesentlichen Teile des Altars stehen seit 1901 in der Kirche; nur die Statue des auferstandenen Jesus Christus im oberen Teil stammt von 1987. Der Mittelteil des Altars zeigt zwei reich gestaltete Darstellungen der Hochzeit zu Kana und der Brotvermehrung. Vor dem Hochaltar steht ein Zelebrationsaltar von 1992.
Kanzel und Chorgestühl gehörten zur Grundausstattung der Kirche und sind im gleichen reichhaltig verzierten neugotischen Stil wie der Hochaltar gehalten. Das Chorgestühl wurde bei der Stiftung der Kirche vom zuständigen Bistum kritisch betrachtet, da es „für eine Diasporakirche zu reich“ wirkte. Als Geschenk des Kirchenstifters konnte es dennoch aufgestellt werden.
Alle Kirchenfenster stammen aus der Zeit nach dem Zweiten Weltkrieg. Nur drei Fenster im Chorraum wurden mit Bildern versehen. Das mittlere Fenster zeigt eine Szene mit Maria und Johannes unter dem gekreuzigten Christus; im linken Fenster ist Ansgar als Apostel des Nordens dargestellt; das rechte Fenster ist der Schutzpatronin der Kirche, der heiligen Sophia, gewidmet.
An den Säulen des Mittelschiffs sind sechs 1,85 Meter große Statuen angebracht, die jeweils Bezüge zum Kirchengebäude haben. Im vorderen Teil zwischen Altarraum und Kanzel befinden sich eine Herz-Jesu- und eine Mutter-Gottes-Statue. Die vier weiteren Statuen zeigen zwei für die heutige Zeit bedeutend angesehene Frauen, Katharina von Siena und Therese von Lisieux, sowie den Ordensstifter Dominikus und Albertus Magnus als weiteren bekannten Dominikaner.
Insgesamt besitzt die Kirche drei Seitenaltäre. In der linken Seitenkapelle, die auch als Taufkapelle dient, steht ein neugotischer Herz-Jesu-Altar aus der Zeit um 1908, der aus der Kirche des aufgelösten Dominikanerklosters in Warburg stammt. Er wird durch ein Taufbecken und einen Osterleuchter ergänzt. Der heute im linken Seitenschiff stehende Mater-Dolorosa-Altar befand sich bis 1968 in der rechten Seitenkapelle. Er ist ein Werk des Württemberger Künstlers Alfons Dörr von 1922. Über die Entstehung des im rechten Seitenschiff stehenden Altars des Antonius von Padua ist nichts bekannt.
Das Erscheinungsbild des Altarraums wurde seit 1900 mehrfach grundlegend geändert. Ursprünglich war er mit einem prunkvollen Hochaltar ausgestattet und durch Kommunionbänke vom Kirchenschiff getrennt. Diese Trennung bestand auch nach dem Wiederaufbau in den Fünfziger Jahren weiter, wenn auch in abgemilderter Form. 1968 renovierte man die Kirche im Sinne der Vorstellungen des Zweiten Vatikanischen Konzils, verzichtete dabei auf den Hochaltar und schuf an den Wänden eine durchgehende Sitzbank, die den Zelebrationsaltar als Mittelpunkt umgab. Wie bei vielen anderen katholischen Kirchen wurde die Gemeinde mit dieser Neugestaltung jedoch nie glücklich und kehrte Ende der Neunziger Jahre wieder zu der heute noch bestehenden Variante mit einem Hochaltar zurück.

## Glocken
Seit der Einweihung besitzt die Kirche eine Turmuhr und ein Geläut mit insgesamt fünf Glocken. Im Ersten Weltkrieg und Zweiten Weltkrieg mussten Glocken für Rüstungszwecke abgegeben werden. Zwei Glocken fanden sich auf dem Hamburger Glockenfriedhof wieder; sie hängen seit 1960 zusammen mit zwei neuen und einer verbliebenen Glocke wieder im Turm von St. Sophien. Die Schlagtöne der Glocken sind cis1, e1, fis1, a1 und h1.
| Nr. | Schlagton | Gießer, Gussort                           | Gussjahr |
| --- | --------- | ----------------------------------------- | -------- |
| 1   | cis1      | Petit & Gebr. Edelbrock, Gescher (Westf.) | 1960     |
| 2   | e1        | Petit & Gebr. Edelbrock, Gescher (Westf.) | 1960     |
| 3   | fis1      | Petit & Gebr. Edelbrock, Gescher (Westf.) | 1960     |
| 4   | a1        | Petit & Gebr. Edelbrock, Gescher (Westf.) | 1928     |
| 5   | h1        | Petit & Gebr. Edelbrock, Gescher (Westf.) | 1960     |

## Orgeln

### Instrumente 1900–1943
Zur Kirchweihe erhielt St. Sophien ein Interimsinstrument mit sechs Registern. Von 1911 bis zur Kriegszerstörung 1943 befand sich in der Kirche eine von Riedemann gestiftete Orgel von Paul Rother (Hamburg-Eimsbüttel).

### Kemper-Orgel (1957–1990)
Nach dem Wiederaufbau baute Emanuel Kemper (Lübeck) 1957 ein neues Instrument mit 36 Registern auf drei Manualen und Pedal mit elektropneumatisch angesteuerten Taschenladen, das 1990 vor Beginn der Kirchenrenovierung abgetragen wurde. Diese Orgel war im Mai 1959 für Rundfunkaufnahmen des NDR mit der französischen Organistin Jeanne Demessieux verwendet worden. Die Disposition lautete:
| I Rückpositiv C–g3 |                  |       |
| 1.                 | Rohrflöte        | 8′    |
| 2.                 | Gedeckt          | 8′    |
| 3.                 | Lochflöte        | 4′    |
| 4.                 | Waldflöte        | 2′    |
| 5.                 | Sifflöte         | 1′    |
| 6.                 | Sesquialtera II0 | 2 ⁄3′ |
| 7.                 | Scharff IV       |       |
| 8.                 | Krummhorn        | 8′    |
|                    | Tremulant        |       |

| II Hauptwerk C–g3 |                     |       |
| 9.                | Pommer              | 16′   |
| 10.               | Principal           | 8′    |
| 11.               | Spillpfeife         | 8′    |
| 12.               | Oktave              | 4′    |
| 13.               | Gedackt             | 4′    |
| 14.               | Nasat               | 2 ⁄3′ |
| 15.               | Oktave              | 2′    |
| 16.               | Mixtur IV–VI        |       |
| 17.               | Spanische Trompete0 | 8′    |

| III Oberwerk C–g3 |                |        |
| 18.               | Grobflöte      | 8′     |
| 19.               | Strichflöte    | 8′     |
| 20.               | Quintatön      | 8′     |
| 21.               | Rohrflöte      | 4′     |
| 22.               | Nachthorn      | 2′     |
| 23.               | Terzflöte      | 1 3⁄5′ |
| 24.               | Quinte         | 1 ⁄3′  |
| 25.               | Cornett IV–VI0 | 4′     |
| 26.               | Scharff IV     |        |
| 27.               | Oboe           | 8′     |
| 28.               | Schalmey       | 4′     |
|                   | Tremulant      |        |

| Pedal C–f1 |                 |     |
| 29.        | Subbaß          | 16′ |
| 30.        | Oktavbaß        | 8′  |
| 31.        | Gedacktbaß      | 8′  |
| 32.        | Quintatön       | 4′  |
| 33.        | Nachthorn       | 2′  |
| 34.        | Rauschpfeife V0 |     |
| 35.        | Posaune         | 16′ |
| 36.        | Trompete        | 8′  |

- Koppeln: I/II, III/I, III/II, I/P, II/P, III/P

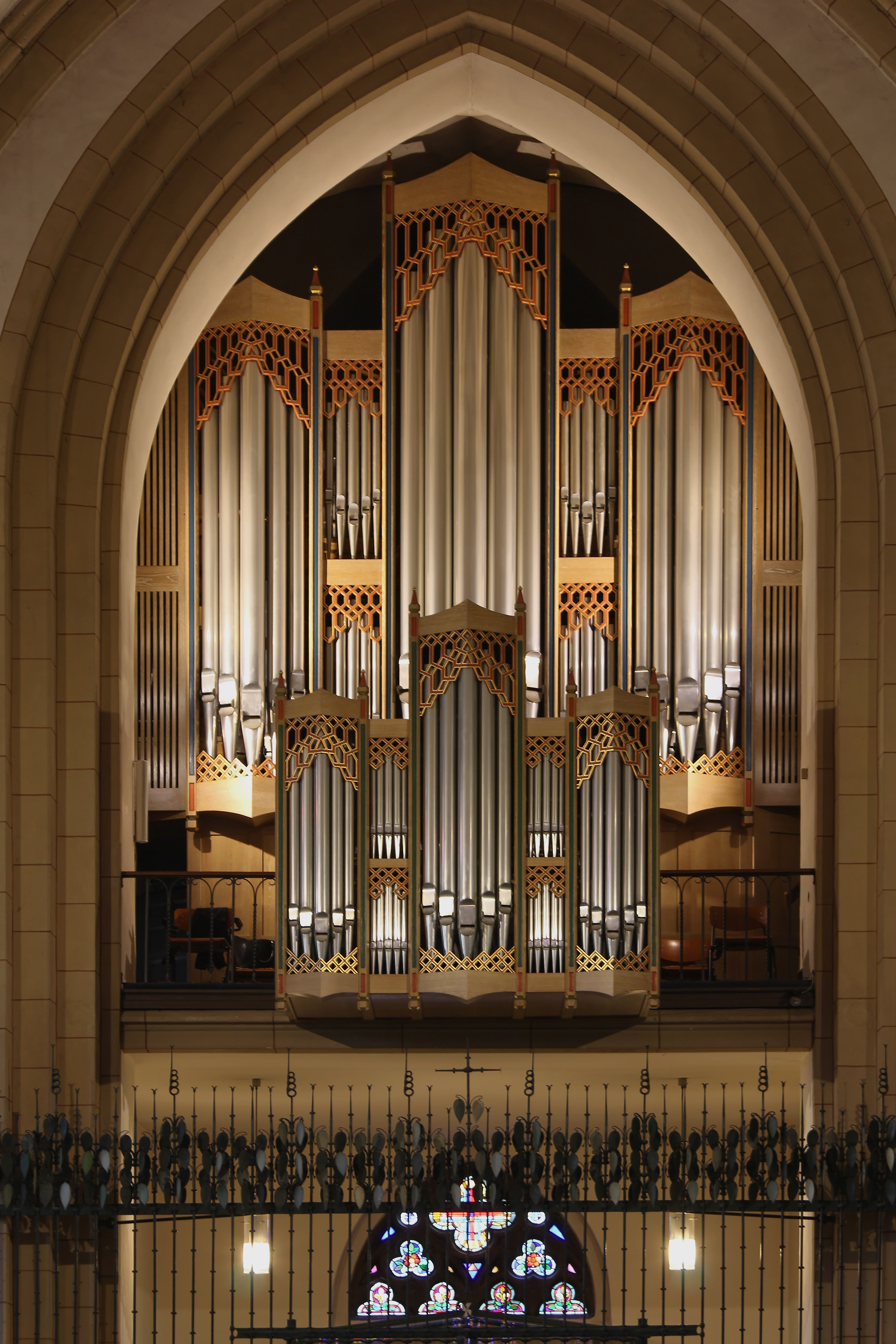
Siegfried-Sauer-Orgel von 1998

### Siegfried-Sauer-Orgel (1998)
Am 15. März 1998 wurde eine neue Orgel von Siegfried Sauer (Höxter) mit 72 Registern (4934 Pfeifen) auf vier Manualen und Pedal eingeweiht. Das Instrument hat Schleifladen mit mechanischer Spiel- und elektrischer Registertraktur. Es ist die zweitgrößte Orgel Hamburgs und die größte Orgel im Erzbistum Hamburg.
Im Mai 2019 wurden aufgrund von starker Oxidation im Rahmen einer Teilsanierung die 17 Zungenregister durch die Rechtsnachfolgerin der Erbauerfirma saniert. Eine umfassende Reinigung der Metall-, Prospekt- und Holzpfeifen der Orgel durch die Firma Sauer & Heinemann war ab April 2021 vorgesehen und dauerte bis November 2021. Zur Reinigung wurden die Pfeifen ausgebaut, in Höxter gereinigt, wieder eingebaut und nachintoniert. Auch wurden die technische Anlage revidiert und eine neue Setzeranlage integriert.
Die Disposition der Orgel lautet unverändert:
| I Rückpositiv C–a3 |                       |       |
| 1.                 | Praestant (Prospekt)0 | 8′    |
| 2.                 | Holzgedackt           | 8′    |
| 3.                 | Quintade              | 8′    |
| 4.                 | Salicional (ab c)     | 8′    |
| 5.                 | Prinzipal             | 4′    |
| 6.                 | Koppelflöte           | 4′    |
| 7.                 | Oktave                | 2′    |
| 8.                 | Blockflöte            | 2′    |
| 9.                 | Quinte                | 1 ⁄3′ |
| 10.                | Sesquialtera II       | 2 ⁄3′ |
| 11.                | Scharff IV            | 1′    |
| 12.                | Dulzian               | 16′   |
| 13.                | Trompette             | 8′    |
| 14.                | Krummhorn             | 8′    |
|                    | Tremulant             |       |

| II Hauptwerk C–a3 |                       |       |
| 15.               | Prinzipal (Prospekt)0 | 16′   |
| 16.               | Prinzipal (Prospekt)  | 8′    |
| 17.               | Holzflöte             | 8′    |
| 18.               | Viola da Gamba        | 8′    |
| 19.               | Biffaria (Schwebung)  | 8′    |
| 20.               | Oktave                | 4′    |
| 21.               | Spitzflöte            | 4′    |
| 22.               | Quinte                | 2 ⁄3′ |
| 23.               | Oktave                | 2′    |
| 24.               | Cornett V (ab f)      | 8′    |
| 25.               | Mixtur V–VIII         | 2′    |
| 26.               | Kleinmixtur III       | 2⁄3′  |
| 27.               | Bombarde              | 16′   |
| 28.               | Trompete              | 8′    |
| 29.               | Clarine brillant      | 4′    |
|                   | Tremulant             |       |

| III Schwellwerk C–a3 |                       |        |
| 30.                  | Rohrbordun            | 16′    |
| 31.                  | Geigenprinzipal       | 8′     |
| 32.                  | Flûte harmonique      | 8′     |
| 33.                  | Gamba                 | 8′     |
| 34.                  | Bleigedeckt           | 8′     |
| 35.                  | Vox coelestis (ab c)  | 8′     |
| 36.                  | Prinzipal             | 4′     |
| 37.                  | Traversflöte          | 4′     |
| 38.                  | Violine               | 4′     |
| 39.                  | Rohrnasat             | 2 ⁄3′  |
| 40.                  | Oktavin               | 2′     |
| 41.                  | Terz                  | 1 3⁄5′ |
| 42.                  | Septime               | 1 ⁄7′  |
| 43.                  | Sifflet               | 1′     |
| 44.                  | Harmonia Aetherea III | 2 ⁄3′  |
| 45.                  | Fourniture V          | 2 ⁄3′  |
| 46.                  | Basson                | 16′    |
| 47.                  | Trompette harmonique0 | 8′     |
| 48.                  | Hautbois              | 8′     |
| 49.                  | Vox humana            | 8′     |
| 50.                  | Clairon               | 4′     |
|                      | Tremulant             |        |

| IV Solowerk C–a3 |                              |        |
| 51.              | Rohrflöte                    | 8′     |
| 52.              | Offenflöte                   | 4′     |
| 53.              | Nasat                        | 2 ⁄3′  |
| 54.              | Waldflöte                    | 2′     |
| 55.              | Terz                         | 1 3⁄5′ |
| 56.              | Tuba                         | 8′     |
| 57.              | Clarinette (durchschlagend)0 | 8′     |
|                  | Tremulant                    |        |

| Pedal C–g1 |                                       |       |
| 58.        | Untersatz                             | 32′   |
| 59.        | Prinzipal                             | 16′   |
| 60.        | Violon                                | 16′   |
| 61.        | Subbaß                                | 16′   |
| 62.        | Oktavbaß                              | 8′    |
| 63.        | Cello                                 | 8′    |
| 64.        | Gedacktpommer                         | 8′    |
| 65.        | Choralbaß                             | 4′    |
| 66.        | Spillpfeife                           | 4′    |
| 67.        | Nachthorn                             | 2′    |
| 68.        | Hintersatz IV                         | 2 ⁄3′ |
| 69.        | Contrafagott (c–g1 = Transm. Nr. 70)0 | 32′   |
| 70.        | Posaune                               | 16′   |
| 71.        | Holztrompete                          | 8′    |
| 72.        | Zink                                  | 4′    |

- Koppeln: III/I, IV/I, I/II, III/II, IV/II, IV/III, I/P, II/P, III/P, IV/P
- Spielhilfen: 25.600 Setzerkombinationen, RemoCard

## Kirchenmusik
Seit der Einweihung der Orgel im März 1998 finden mit Unterstützung des Fördervereins Kirchenmusik e. V. regelmäßig Orgelkonzerte mit Gastorganisten aus dem In- und Ausland statt.
In St. Sophien gibt es einen Kammerchor, Konzertchor und Kinderchor. Im September 2012 wurde in St. Sophien anlässlich des bevorstehenden 800-jährigen Jubiläums des Dominikanerordens 2016 eine CD mit Orgelimprovisationen von Thierry Mechler und gregorianischen Gesängen einer aus sechs Dominikanern bestehenden Schola unter Leitung von P. Thomas Möller OP (Worms) aufgenommen.

## Bedeutende Personen
Riedemanns Ehefrau hieß Sophie von Riedemann, geborene Bödiker. Seine einzige Tochter, die 1893 mit 19 Jahren verstarb, trug den gleichen Namen. Auf sie dürfte die Namensgebung der Kirche zurückgehen. Im Andenken an seine Tochter ließ Riedemann 1905 nach einem Entwurf von Martin Haller auf dem Ohlsdorfer Friedhof ein Mausoleum errichten.
Der 1943 als Widerstandskämpfer hingerichtete Johannes Prassek wuchs in Barmbek auf und wurde 1912 in St. Sophien getauft. Dort besuchte er ab 1918 die Sophienschule, empfing 1921 die Erstkommunion und wurde Ministrant. Prassek wurde als Angehöriger der „Lübecker Märtyrer“ 2011 seliggesprochen.

## Angegliedertes Kloster
Auf dem Gelände an der Ecke Weidestraße/Elsastraße befindet sich das Dominikanerkloster St. Johannis und eine nach dem Krieg neu erbaute katholische Grundschule. Das Kloster ist baulich mit dem Chor der Kirche verbunden. Der polygonale, ringförmige Bau mit seinen Backsteinfassaden und brutalistisch beeinflussten Traufkanten, der traditionelle und moderne Architektur verbindet, wurde 1965 bis 1966 nach Entwürfen der Architekten Rau, Bunsmann und Scharf erbaut. Das Kloster wurde 1966 durch Bischof Johannes von Rudloff eingeweiht und den ersten sechs Dominikanern übergeben.

## Fotografien und Karte
Koordinaten: 53° 34′ 46,7″ N, 10° 2′ 5,3″ O

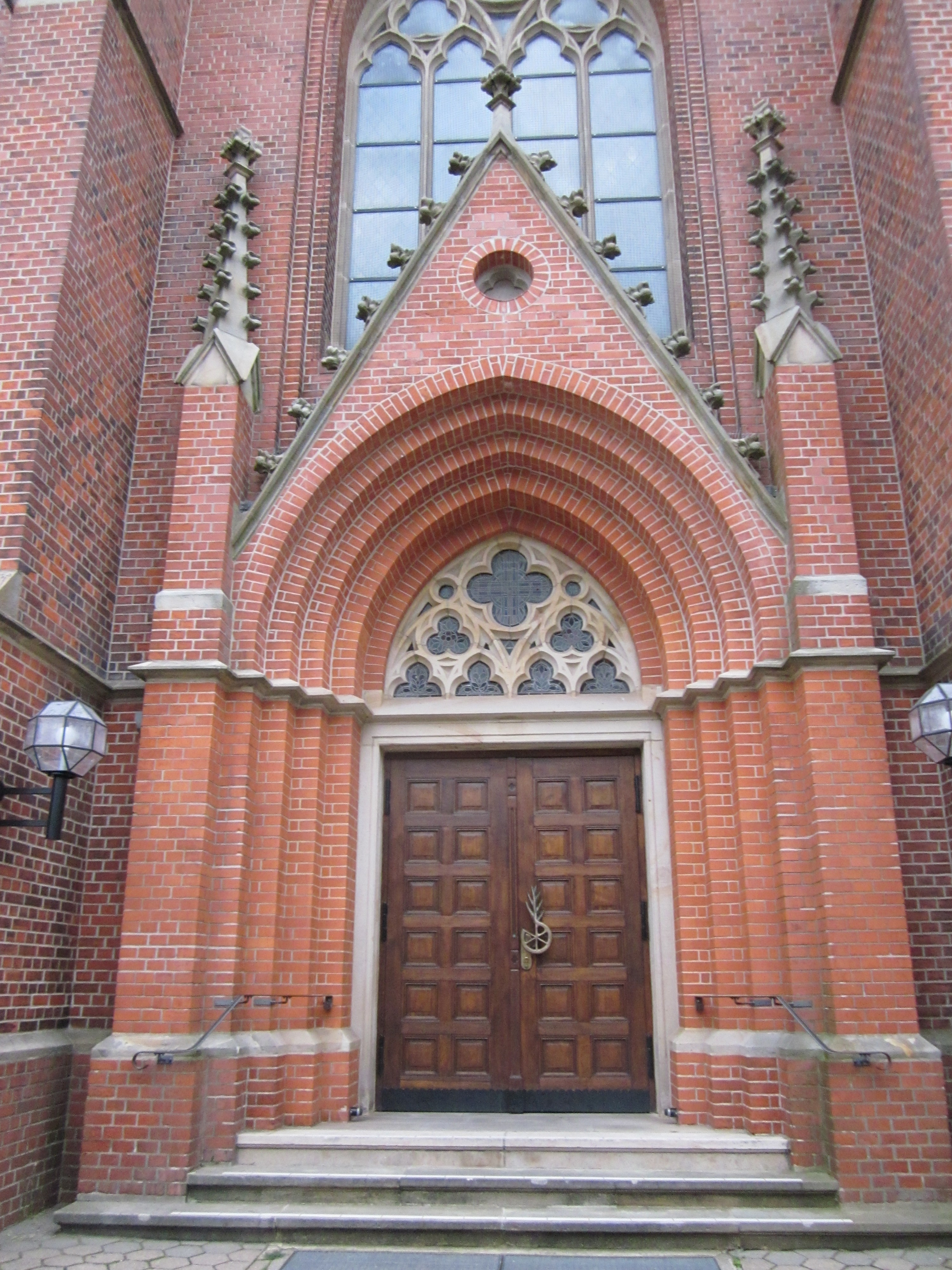
Eingangsportal
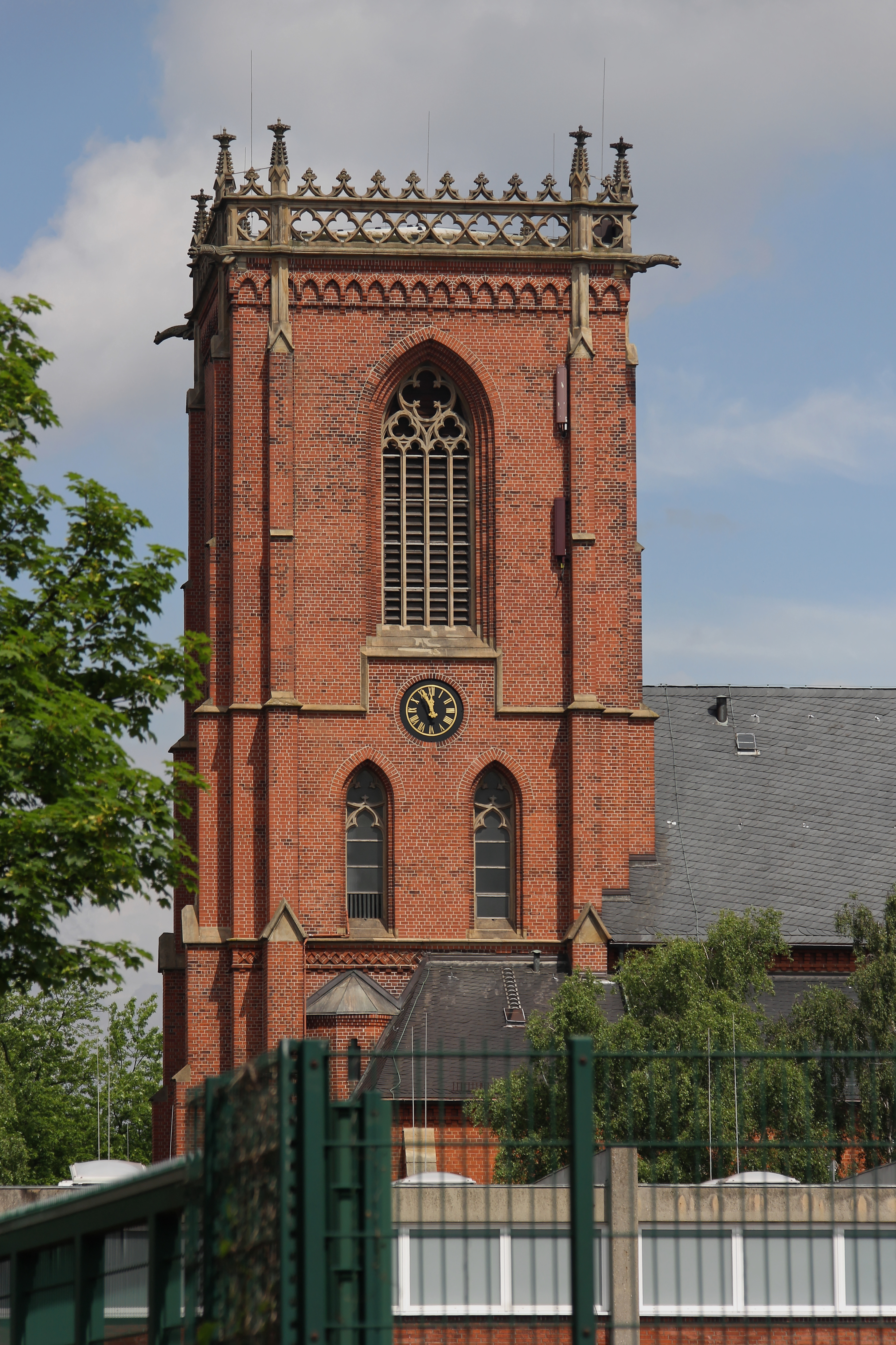
Turm von Süden
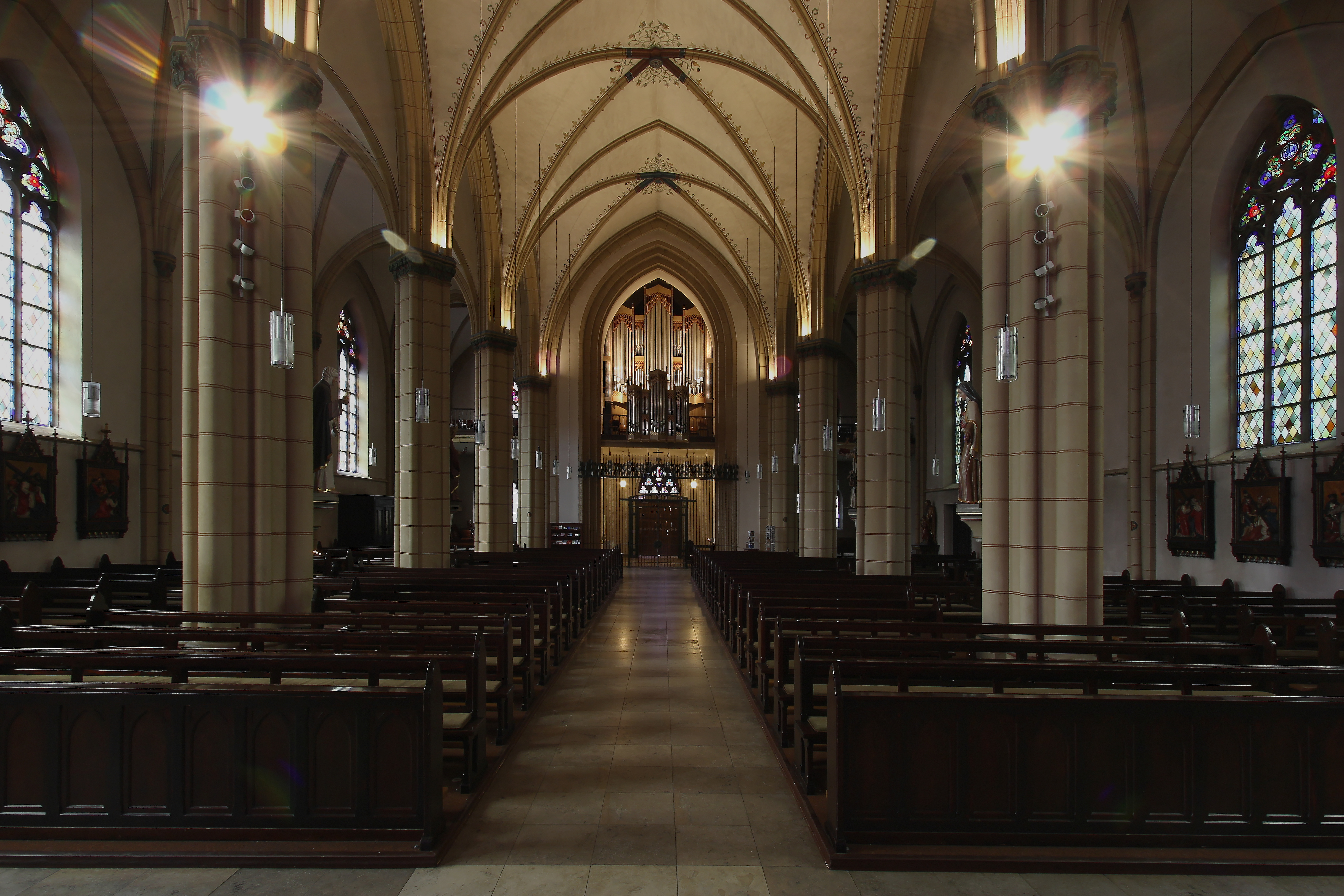
Innenraum
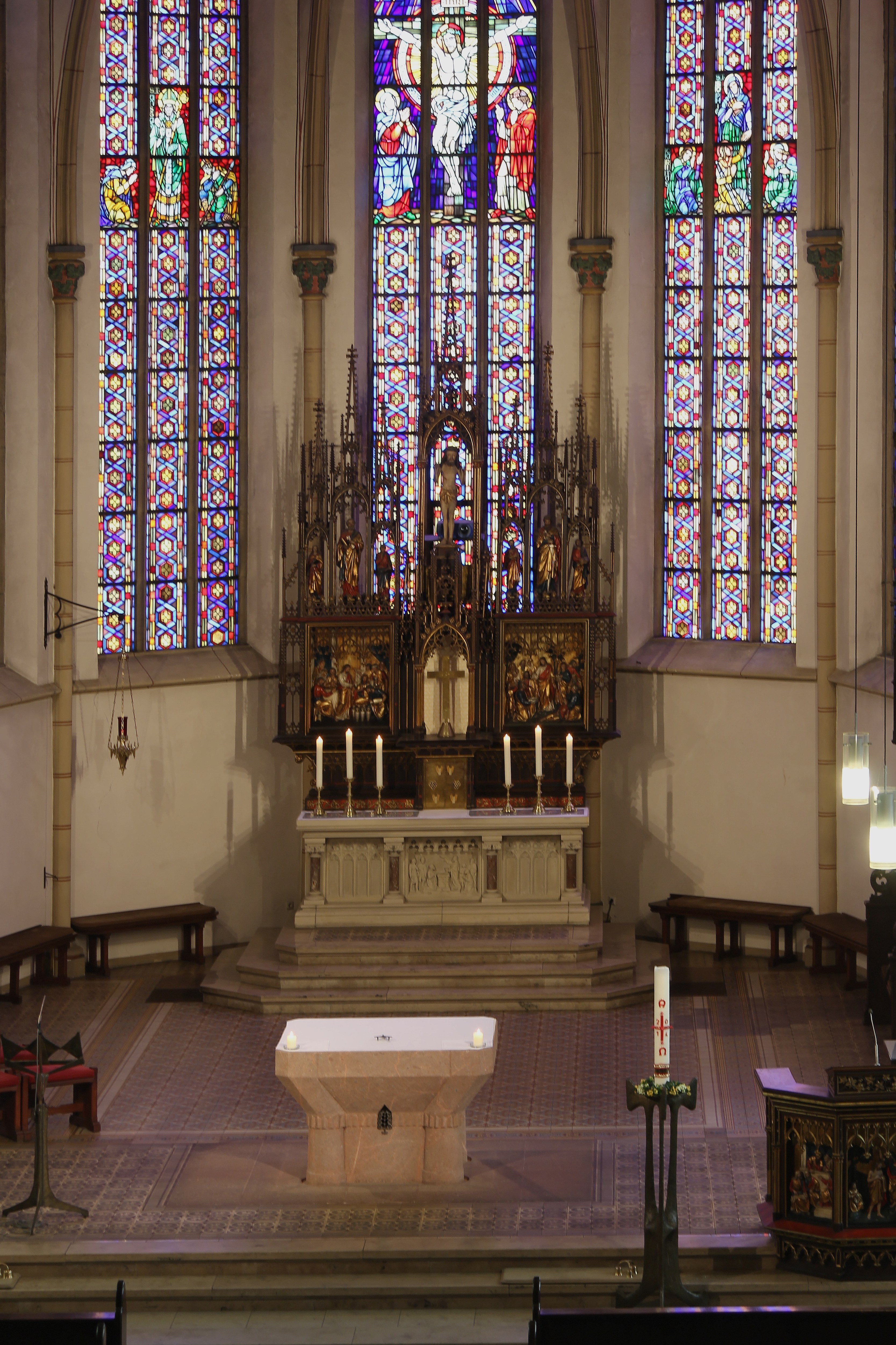
Altäre im Chorraum
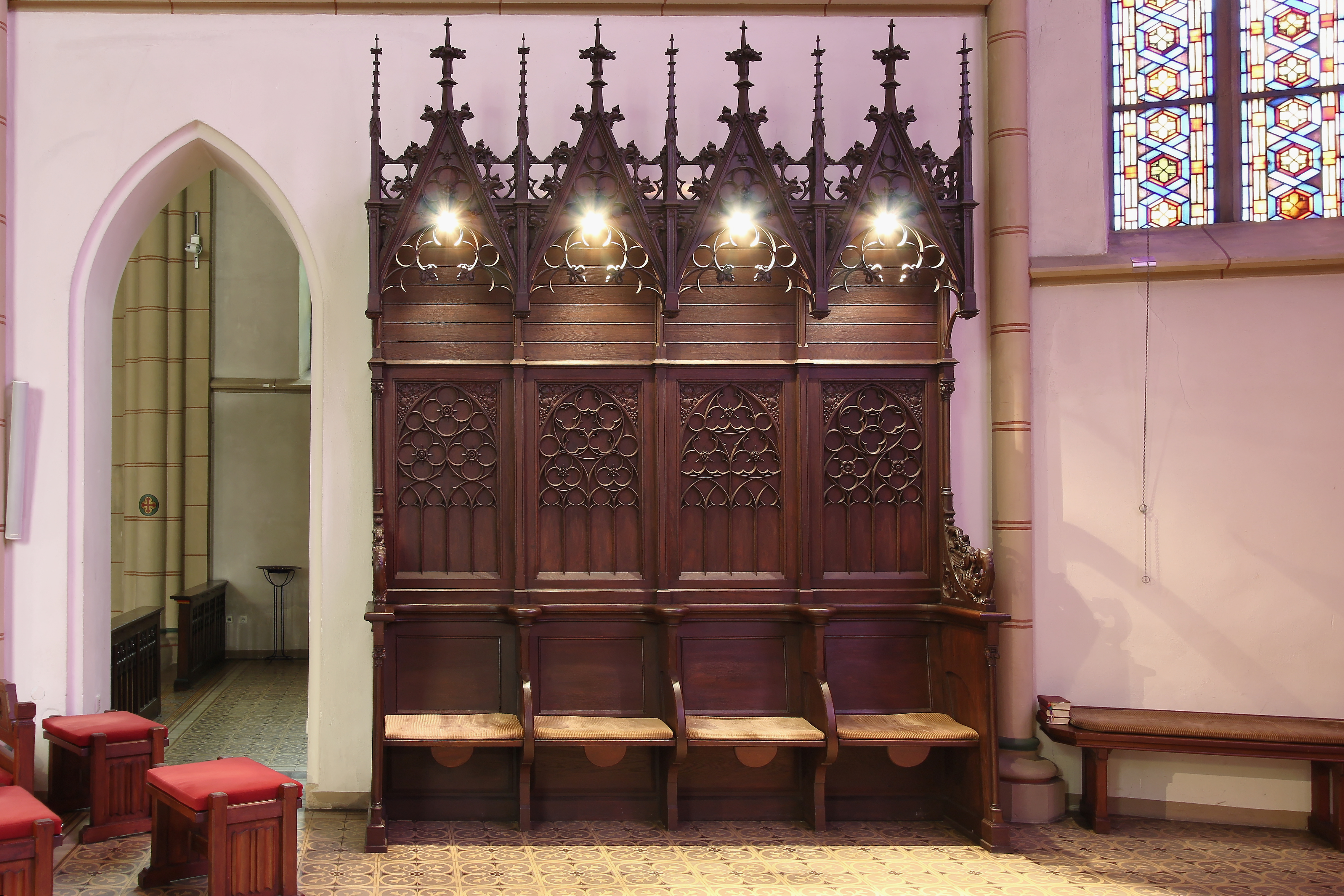
Chorgestühl